# Chiesa di San Martino (Buggiano)
La Chiesa di San Martino è un edificio sacro che si trova a Buggiano Castello, frazione di Buggiano, provincia di Pistoia, regione Toscana.

## Storia
Sorge appena fuori dell'omonima porta urbana e risale al XII secolo. Fu fondata dai vescovi di Lucca, che in zona avevano molti possedimenti in epoca medievale. Attualmente è sede della confraternita del Santissimo Sacramento.

## Descrizione
In stile romanico, presenta un paramento esterno in pietra arenaria a conci. Sulla facciata, si erge il campaniletto a vela a mattoni. A un'unica navata, con soffitto a capriate lignee, ha un'abside semicircolare. Sull'altare, è collocata una tela raffigurante San Martino.